# Everybody's Golf 3
Everybody's Golf 3 (みんなのGOLF3?, Minna no Golf 3) (Hot Shots Golf 3 in America del Nord) è il terzo videogioco della serie Everybody's Golf ed il primo ad essere pubblicato per console PlayStation 2. Il videogioco è stato pubblicato il 26 luglio 2001 in Giappone e l'11 marzo 2002 in America del Nord. Il videogioco è rimasto inedito in Europa.